# As Primaveras
As Primaveras é uma obra de poesias brasileira escrita por Casimiro de Abreu e publicada originalmente pela Typographia de Paula Brito em 7 de setembro de 1859. Foi o único livro divulgado pelo autor que, com ajuda financeira do pai, repercutiu por todo o país, conquistando inúmeras críticas positivas. Pertence à escola literária do ultrarromantismo e é um dos principais símbolos poéticos da saudade.
Com linguagem simples, o livro agrupa todos os poemas veiculados por Casimiro de Abreu, os quais giram em torno de três temas básicos: o lirismo amoroso, a nostalgia (da infância e da pátria) e a tristeza da vida. As Primaveras, dividido em cinco partes, reforça o sentimentalismo exacerbado, a idealização da figura feminina, o egocentrismo e os devaneios juvenis, características fundamentadas pela escola ultrarromântica e pelo herói byroniano, personagem estilizado pelo escritor e barão Lord Byron.
Considerada a obra mais lida da segunda geração romântica à época do lançamento, seu sucesso possibilitou que o autor fosse escolhido como patrono da cadeira de número seis da Academia Brasileira de Letras. Meus oito anos, a criação mais conhecida de Casimiro, foi adaptada para o cinema em um curta-metragem de Humberto Mauro, além de uma poesia de Oswald de Andrade que explicita as diferenças entre os estilos romântico e modernista.

## Antecedentes e contexto

### Âmbito literário

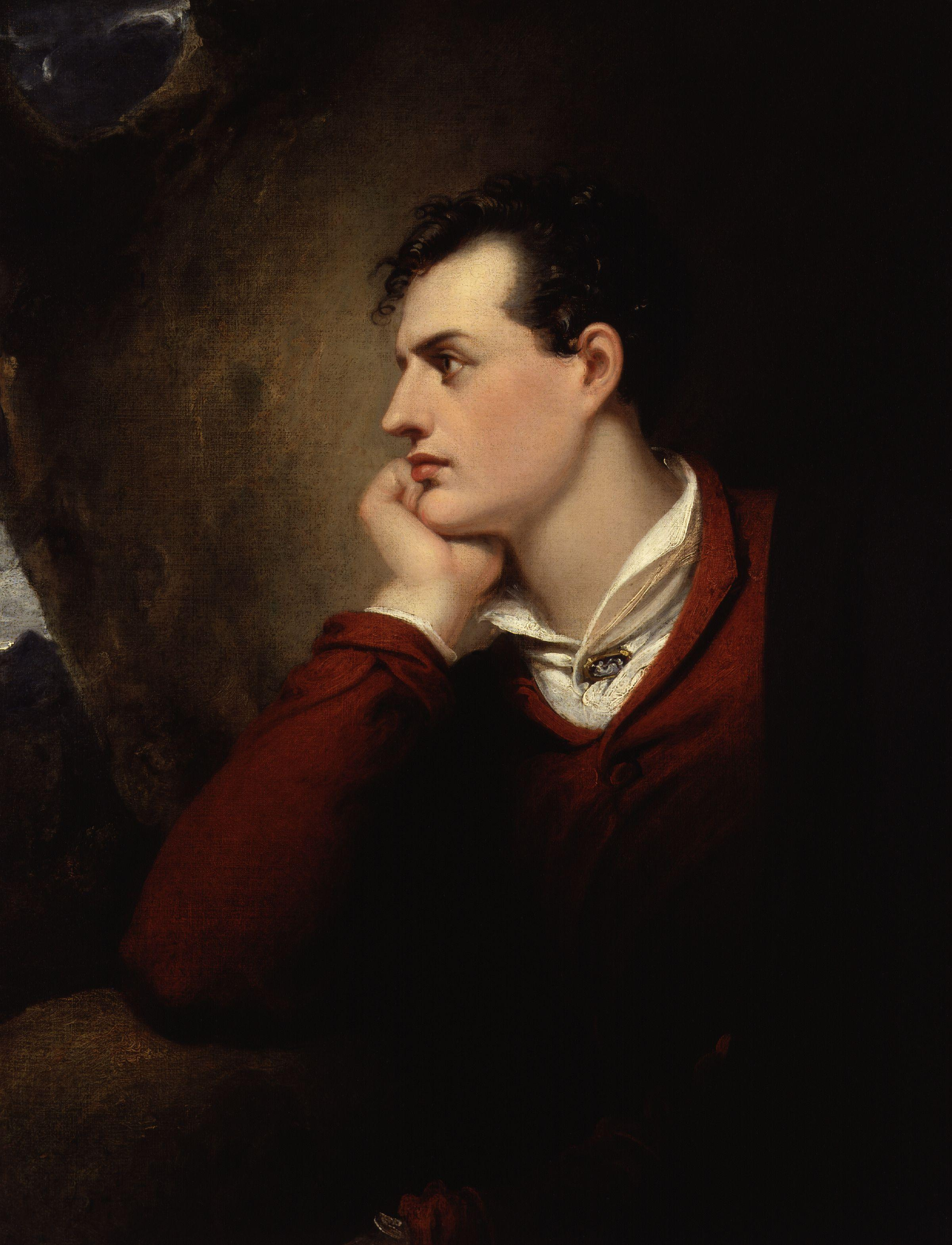
Lorde Byron, retrato de Richard Westall.

Lorde Byron foi um poeta e barão britânico que, durante sua carreira literária, escreveu Don Juan e Childe Harold's Pilgrimage, dois longos poemas narrativos de forte expressão melancólica. Ele viajou por toda a Europa, principalmente Itália, onde viveu por sete anos; também se juntou à guerra de independência da Grécia, na qual foi reverenciado como um "defensor nacional", enquanto outras pessoas o criticavam por diversos casos de amor — inclusive homoafetivos — e rumores de que havia se relacionado com sua irmã. Suas obras idealizaram o "herói byroniano", figura egocêntrica e autodestrutiva com frustrações amorosas e insatisfação social.
A produção de Byron influenciou o movimento romântico, à princípio no continente europeu, com Glenarvon (1816), obra de sua amante Caroline Lamb; Le Comte de Monte-Cristo (1844), de Alexandre Dumas; Wuthering Heights (1847), de Emily Brontë; Jane Eyre (1847), da britânica Charlotte Brontë, entre outros. Em Portugal, o barão influenciou o desenvolvimento da literatura ultrarromântica, preconizando a subjetividade, o individualismo, o idealismo amoroso, da natureza e do mundo medieval. António Feliciano de Castilho, Camilo Castelo Branco e Soares de Passos foram alguns expoentes dessa vertente.
A presença byroniana não se limitou somente à Europa: os escritores brasileiros da segunda geração romântica (também chamada de ultrarromântica ou "mal do século") utilizavam o amor pela natureza, herdado da escola antecessora e da primeira geração, o sentimentalismo exacerbado e as características do herói byroniano em suas poesias, tal como Álvares de Azevedo, em Lira dos Vinte Anos e Noite na Taverna; Fagundes Varela, em Cântico do Calvário, e Casimiro de Abreu, autor de As Primaveras.

### Âmbito social
Após a Revolução Francesa (1789—1799), sob o lema de Liberté, Égalité, Fraternité, a estrutura político-social mudou completamente: a república democrática secular substituiu a monarquia; a burguesia conquistou liberdade de expressão e os princípios de valorização do indivíduo baseados no nacionalismo, no Iluminismo e em direitos inalienáveis entraram em voga. Nos estágios finais do processo revolucionário, Napoleão Bonaparte ascendeu-se e, com o golpe 18 de Brumário, a França ficou sob o controle do líder político e militar. Durante o Primeiro Império Francês, Napoleão ordenou o Bloqueio Continental, a fim de enfraquecer a economia do Reino Unido. O governo português, no entanto, mantinha relações privilegiadas com o governo inglês conforme o tratado de Methuen (1703) e não participou do bloqueio. Assim, com a ameaça à invasão napoleônica, a corte portuguesa se transfere para o Brasil, na então capital do Reino de Portugal, Rio de Janeiro.

Independência ou Morte (1888), de Pedro Américo. A independência do Brasil é constantemente citada em As Primaveras.

Com a chegada dos nobres em 1808, a capital fluminense se industrializou rapidamente, e nela foi fundada a Imprensa Régia. A gazeta do Rio de Janeiro e Marília de Dirceu foram o primeiro jornal e livro publicados pela editora que representou um avanço para a circulação das produções literárias. Ainda sob a gestão de D. João VI, em 1810, foi criada a Biblioteca Nacional e, em 1816, chegou ao país a Missão Artística Francesa, fatos os quais favoreceram a criação artística brasileira.
A independência do Brasil, em 1822, proclamada por D. Pedro I, rompeu laços econômicos com a metrópole, favorecendo a formação de uma elite intelectual que almeja demonstrar a identidade de um Brasil separado, com fauna e flora diversas e rica diversidade cultural. O "grupo de Paris", formado por alguns escritores, criou uma revista de caráter nacionalista que abordava tais ideias; entre os autores, estavam Manuel de Araújo Porto-Alegre e Gonçalves de Magalhães, que inaugurou a escola romântica brasileira com Suspiros Poéticos e Saudades (1836). Outras impressões contribuíram para a circulação literária e o reconhecimento de alguns poetas, como Casimiro de Abreu, a exemplo de Nitheroy, Revista Brasiliense, Minerva Brasiliense e Guanabara.
Após uma série de rebeliões durante o período regencial, o Senado aprovou a Declaração da Maioridade, possibilitando a gestão de D. Pedro II. Sua coroação antecipada, em 18 de julho de 1841, promoveu a estabilidade e prosperidade econômica brasileira, assim favorecendo a melhoria de vida da população. Os poetas dessa sociedade eram em sua maioria jovens estudantes que emigravam para estudar na Faculdade de Direito da Universidade de São Paulo ou em outro país; distante da capital federal, Rio de Janeiro, a questão da nacionalidade e da saudade receberam destaque na produção literária da década de 1850.

## Estrutura
As Primaveras é dividido em cinco partes: a introdução, contendo uma carta breve escrita pelo autor e uma única poesia intitulada A***, a qual usa a função metalinguística para chamar o interlocutor à leitura da obra; três livros enumerados Primeiro, Segundo e Terceiro, os quais totalizam sessenta e quatro poesias e, por fim, o Livro Negro, que, em suas seis produções líricas, alude à morte como fuga da realidade e resolução dos problemas.
De maneira generalizada, o Livro Primeiro agrupa as obras de Casimiro que remetem à nostalgia da infância e à religiosidade; o Livro Segundo, à sensualidade e à idealização da mulher; enquanto o Livro Terceiro reúne poesias as quais associam ao mundo exterior estados de espírito que envolvem o eu lírico.

### Livro Primeiro
O Livro Primeiro é composto por dezoito poesias, das quais quatro são brasilianas e quatro são cânticos. Nesta parte, encontra-se a obra mais renomada de Casimiro de Abreu, Meus oito anos, a qual cita uma frase do poeta francês Victor Hugo: "Oh! souvenirs! printemps! aurores!" (em português, "Oh! Lembranças! Primavera! Auroras!") e exprime, em tom melancólico, a saudade da infância, descrita de forma idealizada, em linguagem simples com sonoridade nos versos:
| Oh! que saudades que tenho Da aurora da minha vida, Da minha infância querida Que os anos não trazem mais! Que amor, que sonhos, que flores Naquelas tardes fagueiras À sombra das bananeiras, Debaixo dos laranjais! | Como são belos os dias Do despontar da existência! — Respira a alma inocência Como perfumes a flor; O mar é — lago sereno, O céu — um manto azulado, O mundo — um sonho dourado, A vida — um hino d'amor! [...] |

Ainda, há Canção do exílio e Minha terra, os quais dialogam e homenageiam Gonçalves Dias, poeta da primeira geração do Romantismo que expôs o nacionalismo romântico. Nesses, produzido quando Casimiro estava em Lisboa, é ilustrado um caráter épico à figura do índio e à de Dom Pedro I, além de referenciar o renascentista italiano Francesco Petrarca e a obra poética Marília de Dirceu, do árcade Tomás Antônio Gonzaga. Com o uso da voz lírica, a ida do escritor à capital portuguesa foi tema de diversos outros poemas dessa parte do livro, como em No álbum de J. C. M. e No lar. Este último foi produzido em Indaiaçu, cidade do Rio de Janeiro que atualmente se chama Casimiro de Abreu.
Nas poesias brasilianas, o eu lírico ressalta a alegria de viver no país, com a descrição idealizada da Baía de Guanabara e dos pampas gaúchos. A independência do Brasil é descrita como um feito heroico que trouxe liberdade à nação em Sete de setembro. Nos cânticos, a temática do amor é acompanhada da religiosidade, com inúmeras figuras do cristianismo, como se observa em Orações e Deus!.

### Livro Segundo
Intitulado Livro Segundo, essa divisão inclui obras com recursos estilísticos pouco usufruídos no Primeiro, a exemplo de figuras de linguagem como metáforas e sinestesias. Reúne como principal tema a sensualidade face ao erotismo e aos devaneios juvenis. Também está presente a ideia de que a natureza é parte inerente do homem e, por isso, deve conviver em harmonia com ela, tal como se observa em Primaveras, Perfumes e amor e Borboleta.
A valsa é um dos poemas mais conhecidos de Casimiro, no qual uma voz masculina desabafa a tristeza de uma mulher que não o correspondeu durante a dança. Nele, a repetição dos fonemas /a/ e /s/ constitui aliteração e assonância que dão a ele sonoridade. O amor não-concretizado reaparece em Segredos, em que o eu lírico sugere que se relacionou com sua amada: "na ligeira dança qual silfo voando/caiu-lhe do rosto seu cândido véu", porém quer manter sigilo: "Não quero, não posso, não devo contar!". Com linguagem semelhante, Amor e medo promove intertexto bíblico e está repleto de antíteses e eufemismos, a fim de transmitir a mensagem erótica de não poder se envolver com a mulher porque poderia torná-la "impura".
A ideia de transformar uma virgem em "ardente" está presente em inúmeras poesias do Livro Segundo, nitidamente vista em De joelhos, Pepita e Visão. Clara é o principal representante dessa perspectiva: o título é uma polissemia que se refere ao nome e à tonalidade da pele; nos versos, há antítese com a mulher morena, que enlouquece os homens, e a clara, amada pelo poeta. À princípio, a paixão do eu lírico é inalcançável, mas quando se relacionarem sexualmente — "Mas dá-me licença um dia/que eu vou arder no teu gelo" — ele a conquistará.

### Livro Terceiro
As produções expostas no Livro Terceiro da coleção romântica, divisão com vinte poesias, abordam a tristeza da vida e personifica elementos do universo extralinguístico para expressar os estados de espírito que envolvem a voz lírica. O sentimento de desgosto e insatisfação aparece explícito em Lembrança, Pois não é?! e No túmulo dum menino.
Casimiro de Abreu tinha contato com muitos alunos e professores do Instituto Nova Friburgo e foi dedicado a um dos estudantes da instituição a obra À morte de Affonso de A. Coutinho Nesseder. Em A J. J. C. Macedo-Júnior, os poetas André Chénier, Charles Hubert Millevoye e Álvares de Azevedo são comparados a gênios. Azevedo, escritor do mesmo estilo de Casimiro de Abreu, reaparece em No leito, no qual o eu lírico lamenta a morte do romântico que faleceu jovem, com apenas vinte anos, e reflete se poderia ocorrer o mesmo com ele. Neste poema, ainda se faz referência à ópera La traviata, de Giuseppe Verdi, baseada no romance La dame aux camélias, de Alexandre Dumas, filho.
Minh'alma é triste é a criação mais repercutida do Livro Terceiro. Inicia-se com a frase de Alphonse de Lamartine, "Mon coeur est plein — je veux pleurer!" ("Meu coração está cheio — quero chorar!") e, nos versos, o sofrimento do eu lírico é comparado a uma rola que perde o parceiro, a uma criança que não encontra os brincos à beira do rio, entre outros. Além disso, o egocentrismo é recorrente ao dizer que é o único que não desfruta dos prazeres da vida.
| Minh'alma é triste como a rola aflita Que o bosque acorda desde o albor da aurora E em doce arrulo que o soluço imita O morto esposo gemedora chora. | E, como a rola que perdeu o esposo, Minh'alma chora as ilusões perdidas, E no seu livro de fanado gozo Relê as folhas que já foram lidas. |

### Livro Negro
Na última parte de As Primaveras, as obras do Livro Negro fazem inúmeras referências ao mundo metafísico e a termos bíblicos, já que veem a morte como algo próximo. Em Horas tristes, o eu lírico acredita que a morte possibilitará a alegria de um novo tempo e remete à Torre de Babel, mencionada no primeiro livro da Bíblia, Gênesis.
Última folha, último poema do livro, foi escrito em 6 de maio de 1859; nele, dirige-se à figura divina em "Feliz será se como eu sofreres/Dai-te-ei o céu em recompensa ao pranto". Além disso, a voz lírica afirma que está prestes a morrer e evoca anjos, citando temas recorrentes por toda a obra: a imagem da criança, a insatisfação de não ter agradado a amada e a felicidade inatingível.

## Características

### Linguagem

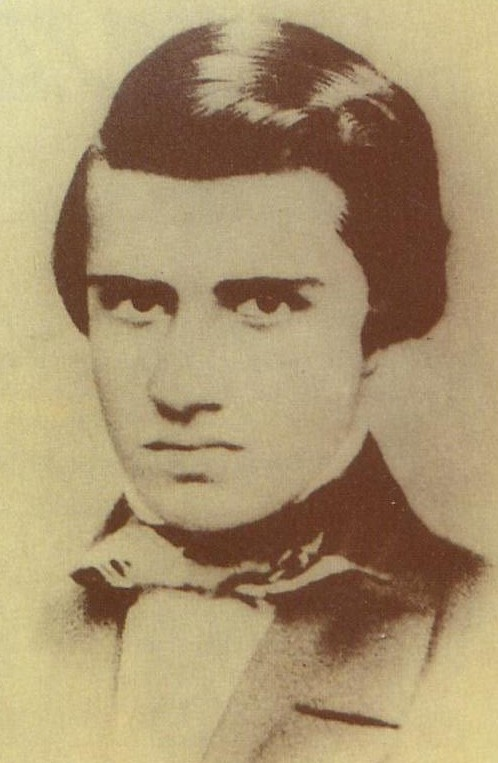
Álvares de Azevedo, principal expoente do Ultrarromantismo, usufrui de uma linguagem semelhante a de Casimiro.

As Primaveras é composta por uma linguagem simples, de fácil leitura e compreensão, o que possibilitou que Casimiro fosse o escritor mais lido de sua geração. À preferência do verso branco e do soneto, a recorrência de figuras sonoras (como aliteração e assonância) promovem musicalidade em seus versos, acentuando a suavidade e facilitando a memorização dos poemas, além da cadência transmitida pela declamação.
A forma como as poesias apresentadas estão dispostas se assemelha à simplicidade da matéria poética ao lado do uso da estrofe regular. A fim de atrair diferentes tipos de interlocutores, há a presença do ritmo fácil, o caráter recitativo, a ausência de abstrações e o tratamento sentimental ao tema, um esquema diferente dos outros autores do Ultrarromantismo que reproduziam padrões da literatura europeia às obras brasileiras.
O tom, nas produções de Casimiro de Abreu, é lânguido, face à recorrência de adjetivos como caráter descritivo e simbólico dos elementos naturais a fim de exaltar a pátria e dar coerência à ideia central dos poemas. Ainda, o romântico usufrui de diversas figuras de linguagem sintáticas e semânticas, principalmente, o eufemismo, a ironia, a metáfora e o pleonasmo, que servem para atenuar ou enfatizar uma mensagem erótica ou sarcástica.

### Temas
As poesias de As Primaveras articulam-se em três temas básicos: o lirismo amoroso; a saudade da pátria e da infância e a tristeza da vida. Influenciado por Gonçalves Dias, há uma série de produções que falam sobre a nostalgia da terra natal, resultado de um sentimento de exílio, que também proporcionou a saudade da mãe, da irmã, do lar e da infância.

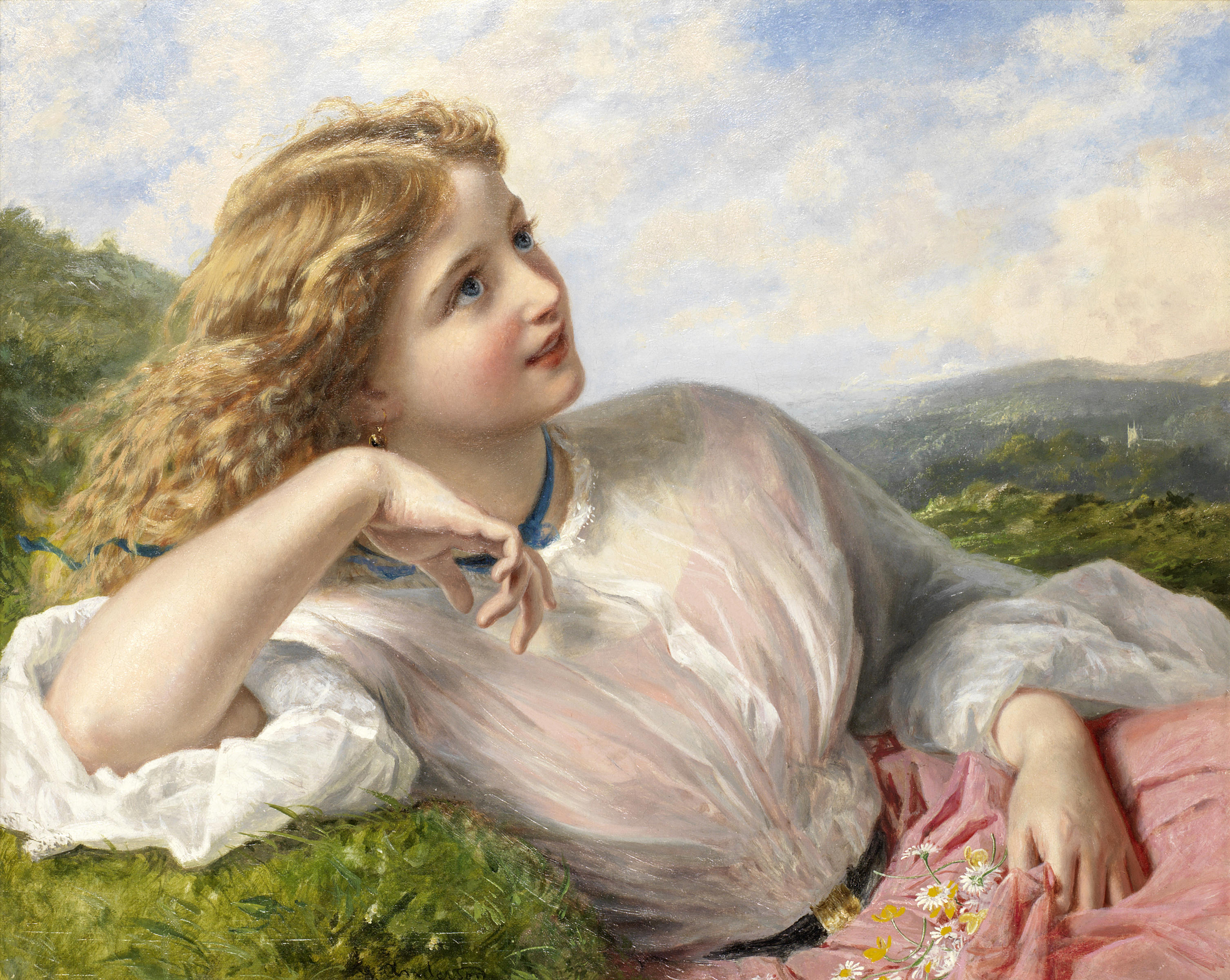
O som da graça (1903), de Sophie Anderson. A figura da mulher é idealizada em As Primaveras.

Como leitor de Lord Byron e Percy Bysshe Shelley, Casimiro de Abreu aprofunda o sentimento de tristeza em seus textos saudosistas e no pressentimento à morte, transformando-o em um estado de espírito impotente perante o destino. Principalmente na última parte do livro, é mostrada a melancolia, frágil, pálida e exclamativa à lira das sombras, pela inocência perdida, com breves alusões à religiosidade — principalmente, ao cristianismo — como símbolo de salvação e ao fim da vida como fuga da realidade a fim de escapar dos problemas e das frustrações vivenciadas.
Um dos temas mais recorrentes é a infância, simbolizada pelo saudosismo inocente e perfeito, como um momento de felicidade suprema imortalizada. As imagens associadas a ela são positivas, envolvendo a possibilidade de reviver, de forma idealizada, a singeleza que foi perdida após a fase adulta. O olhar ingênuo também é um caráter identitário das poesias que tematizam as questões amorosas: suas figuras femininas não são associadas a imagens de morte e aparecem como virgens, puras e delicadas, com quem teve seus devaneios juvenis.
Ao contrário de Álvares de Azevedo e Junqueira Freire, cujas poesias expressam o sofrimento extremo, As Primaveras expressa o amor à natureza, o patriotismo difuso, a religião sentimental e a saudade como elementos que remontam a realidade, tornando-os mais próximos do cotidiano.

## Recepção
A publicação do livro e os trabalhos de Casimiro para alguns jornais fluminenses o aproximaram de Machado de Assis e chamaram atenção de diversos estudiosos. Devido a esses fatos, ele foi escolhido para ser o patrono da cadeira de número 6, fundada por Teixeira de Melo, na Academia Brasileira de Letras.

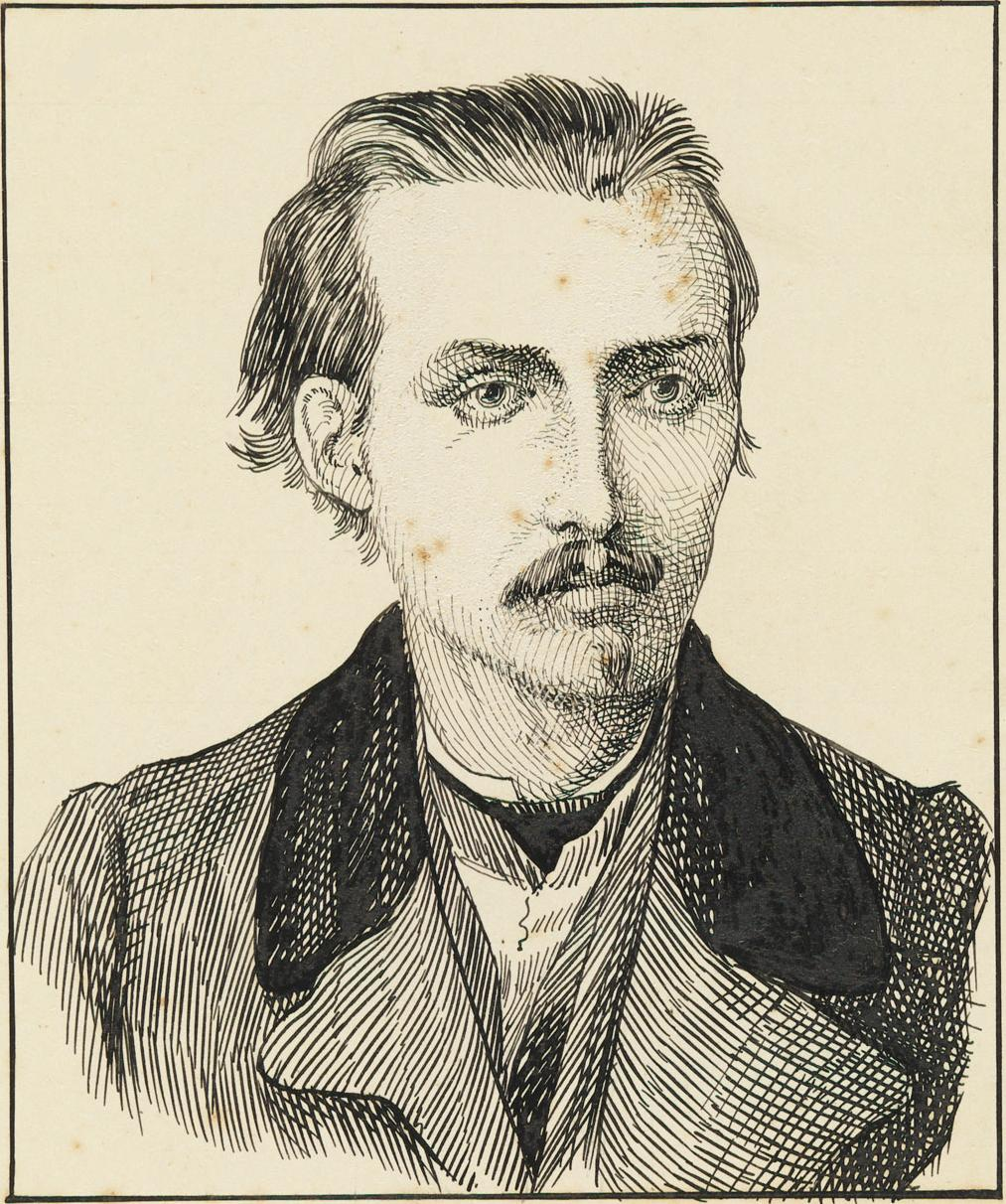
Casimiro de Abreu, c. 1859.

À época da divulgação, As Primaveras não se mostrou inovador, mas conquistou grande partes dos leitores que viam no autor romântico um "menino que fala de flores, de árvores caseiras, de pássaros, de cachoeiras, de céus azuis e borboletas, de berço embalado pela mamãe qual 'anjo do céu', confessa com ingenuidade seus amores com delicada malícia [...] fala da morte, do desespero da proximidade da morte, secando-lhe os sonhos ainda em flor". Embora Álvares de Azevedo seja considerado o maior expoente da segunda geração romântica, Casimiro foi o poeta mais lido e declamado dessa vertente, principalmente até o início do Realismo, com Memórias Póstumas de Brás Cubas.
Segundo as professoras Maria Luiza Abaurre e Marcela Pontara, "os poemas falam de aspectos comuns da vida: a moça que vende as flores colhidas no jardim é comparada aos pássaros que brincam entre as rosas". Paulo Franchetti, crítico literário, doutor pela Universidade de São Paulo e professor da Universidade Estadual de Campinas, analisou que "Casimiro, como um bom valsista, conseguia o difícil equilíbrio entre a sensualidade atrevida, o negaceio recatado e a expressão convencional da paixão amorosa [...] Da grandeza e do mistério das matas seculares, é preciso dizer, não há traço em sua poesia. Em compensação, nada há de mais lânguido no romantismo brasileiro e poucos escritores corresponderam como Casimiro às expectativas de seu meio e de seu público"; dessa forma, concluiu que "ele atinge uma naturalidade de expressão, um aproveitamento da linguagem coloquial que só encontrará equivalente, muito tempo depois, na obra de um Manuel Bandeira".

## Legado
Embora a obra não seja inovadora, percebe-se a influência dos textos de Casimiro em outros dois escritores românticos: Fagundes Varela (da mesma geração) e Castro Alves (da terceira geração). O ultrarromântico, além de abordar a ingenuidade e a solidão pela memória do filho, representa uma transição para a geração condoreira, já que expõe preocupação com temas sociais, principalmente a escravidão.
Alves, o "último dos poetas românticos", dá aos seus poemas uma ideologia abolicionista e, assim como Casimiro de Abreu faz com As Primaveras, ele é um elemento de resolução na busca e construção do nacional. Além disso, ambos rejeitam as tensões expressas por Gonçalves Dias e o universalismo inquieto de Álvares de Azevedo. Um dos fatores que diferem os dois é o padrão poético: enquanto Casimiro evoca a infância rural, Castro Alves utiliza a oratória, que também é utilizada estilos literários sequentes.

## Publicações

### Edições
Publicado originalmente pela Typographia de Paula Brito em 1859, na cidade do Rio de Janeiro, As Primaveras reúne, em 285 páginas, as poesias de Casimiro de Abreu, as quais foram redigidas basicamente em três cidades: Rio de Janeiro, Lisboa e Indaiaçu. Segundo o direito de propriedade intelectual, o domínio público torna-se possível após setenta anos subsequentes à morte do autor. Dessa forma, a obra pôde ser distribuída por diversas editoras brasileiras.
Entre as edições mais vendidas está a publicada pela Editora Martin Claret, a qual lançou uma versão de bolso em 2008 que faz parte de uma coleção de cerca de trezentas obras clássicas da literatura mundial.

### Em outros países
Integralmente, o livro foi publicado apenas em Portugal, mantendo as poesias originais em língua portuguesa. Em outros idiomas, os principais poemas — Meus oito anos, Amor e medo e Minh'alma é triste — foram traduzidos para obras que dissertam sobre a literatura brasileira.
| Ano  | País      | Língua            | Título                                         | Tradutor(es)       | Editora                                    |
| ---- | --------- | ----------------- | ---------------------------------------------- | ------------------ | ------------------------------------------ |
| 1866 | Portugal  | Língua portuguesa | As Primaveras                                  | s/t                | Porto: Typographia do Jornal do Porto      |
| 1867 | Portugal  | Língua portuguesa | As Primaveras                                  | s/t                | Lisboa: Panorama                           |
| 1990 | Portugal  | Língua portuguesa | As Primaveras                                  | s/t                | Lisboa: Livraria Bertrand                  |
| 1983 | Venezuela | Língua espanhola  | Cuatro siglos de poesía brasileña              | Jaime Tello        | Caracas: Ed. da Universidade Simón Bolívar |
| 1955 | Itália    | Língua italiana   | Piccola antologia poetica brasiliana           | Tolentino Miraglia | São Paulo: Livraria Nobel                  |
| 2002 | França    | Língua francesa   | Anthologie de la poésie romantique brésilienne | Didier Lamaison    | Paris: Les Éditions UNESCO                 |

## Adaptações
Em 1955, o cineasta brasileiro Humberto Mauro levou para o cinema a obra mais renomada de As Primaveras, Meus oito anos, em um curta-metragem homônimo de onze minutos. Nele, paralelamente à narrativa musical do poema, passam imagens de um menino em ações tipicamente infantis. Ainda sobre essa poesia, a educadora musical Beatriz Martini Bedran e o cantor Carlos Galhardo a transformaram em uma canção.
A criação mais repercutida de Casimiro de Abreu serviu como base para a composição de "Doze anos", música de Chico Buarque escrita para a peça teatral Ópera do Malandro, a qual alude a imagens de desencanto e repressão política e emocional face à violência instaurada, privilegiando a linguagem chula, o popular e o lugar comum em detrimento do sentimentalismo e da linguagem poética do ultrarromântico. O escritor modernista Oswald de Andrade também dialoga, em seu poema homônimo, com Casimiro, porém dá ao seu texto verossimilhança para relembrar sua infância, que ao contrário da expressa pelo romântico, não há carga emocional nem idealização.
| Ai, que saudades que eu tenho Dos meus doze anos Que saudade ingrata Dar banda por aí Fazendo grandes planos E chutando lata Trocando figurinha Matando passarinho Colecionando minhoca [...] —Chico Buarque | Oh! que saudades que eu tenho Da aurora de minha vida Das horas De minha infância Que os anos não trazem mais Naquele quintal de terra Da Rua de Santo Antônio Debaixo da bananeira Sem nenhum laranjais —Oswald de Andrade |